# Lars Ranch
Lars Ranch (* 1965 in Kopenhagen, Dänemark) ist ein dänischer Solotrompeter. 
Er begann frühzeitig mit dem Trompetenunterricht bei seinem Vater Finn Ranch, wurde in der Tivoli-Garde aufgenommen und kurze Zeit später zu Soloaufgaben verpflichtet.
Ranch wurde von Ole Andersen und Kurt Pedersen in Kopenhagen und Pierre Thibaud in Paris ausgebildet. Ranch wurde mit mehreren Wettbewerbspreisen ausgezeichnet. Sein erstes Engagement trat er im L’orchestre des Prix in Paris an.
Im Jahre 1989 folgte eine Anstellung als stellvertretender Solotrompeter beim Philharmonischen Staatsorchester Bremen und zwei Jahre später als Solotrompeter beim Philharmonischen Staatsorchester Hamburg.
Seit 1994 ist Lars Ranch in der gleichen Position beim Rundfunk-Sinfonieorchester Berlin tätig.
Ranch ist Mitgründer der Förderkonzerte im Ordenshaus Berlin (Große Landesloge der Freimaurer von Deutschland) und des gleichnamigen Förderfonds für junge talentierte Musiker.
Er spielte als Solist unter anderem mit dem Israel Chamber Orchestra, dem Presidential Symphony Orchestra in Ankara, den Magdeburger Philharmonikern und der Staatskapelle Weimar.
Seit 2005 ist Ranch Dozent an der Otto-von-Guericke-Universität Magdeburg.